# Ministro da Defesa Nacional (Grécia)
O Ministro da Defesa Nacional da Grécia é um ministério do governo grego responsável pela gestão do Ministério Nacional da Defesa. O atual ministro é Vangelis Meimarakis.

## Ministros da Defesa Nacional Recentes
| Nome                   | Início do Mandato       | Término do Mandato      | Partido                           |
| ---------------------- | ----------------------- | ----------------------- | --------------------------------- |
| Akis Tsochatzopoulos   | 24 de Setembro de 1996  | 23 de Outubro de 2001   | Movimento Socialista Pan-helénico |
| Yiannos Papantoniou    | 23 de Outubro de 2001   | 10 de Março de 2004     | Movimento Socialista Pan-helénico |
| Spilios Spiliotopoulos | 10 de Março de 2004     | 15 de Fevereiro de 2006 | Nova Democracia                   |
| Evangelos Meimarakis   | 15 de Fevereiro de 2006 | 7 de outubro de 2009    | Nova Democracia                   |
| Evangelos Venizelos    | 7 de outubro de 2009    | 17 de junho de 2011     | Movimento Socialista Pan-helénico |
| Panos Beglitis         | 17 de junho de 2011     | 11 de novembro de 2011  | Movimento Socialista Pan-helénico |
| Dimitris Avramopoulos  | 11 November 2011        | 17 de maio de 2012      | Nova Democracia                   |
| Frangoulis Frangos     | 17 de maio de 2012      | 21 de junho de 2012     | Independente                      |
| Panos Panagiotopoulos  | 21 de junho de 2012     | 25 de junho de 2013     | Nova Democracia                   |
| Dimitris Avramopoulos  | 25 de junho de 2013     | 3 de novembro de 2014   | Nova Democracia                   |
| Nikos Dendias          | 3 de novembro de 2014   | 27 de janeiro de 2015   | Nova Democracia                   |
| Panos Kammenos         | 27 de janeiro de 2015   | 27 de agosto de 2015    | Gregos Independentes              |
| Ioannis Giangos        | 28 de agosto de 2015    | 21 de setembro de 2015  | Independente                      |
| Panos Kammenos         | 23 de setembro de 2015  | 14 de janeiro de 2019   | Gregos Independentes              |
| Evangelos Apostolakis  | 14 de janeiro de 2019   | 9 de julho de 2019      | Independente                      |
| Nikos Panagiotopoulos  | 9 de julho 2019         | presente                | Nova Democracia                   |

## Ligações Externas
- Ministro da Defesa Nacional da Grécia - Website Oficial